# Porzellangallenblase

Porzellangallenblase (Pfeil) im Röntgenbild

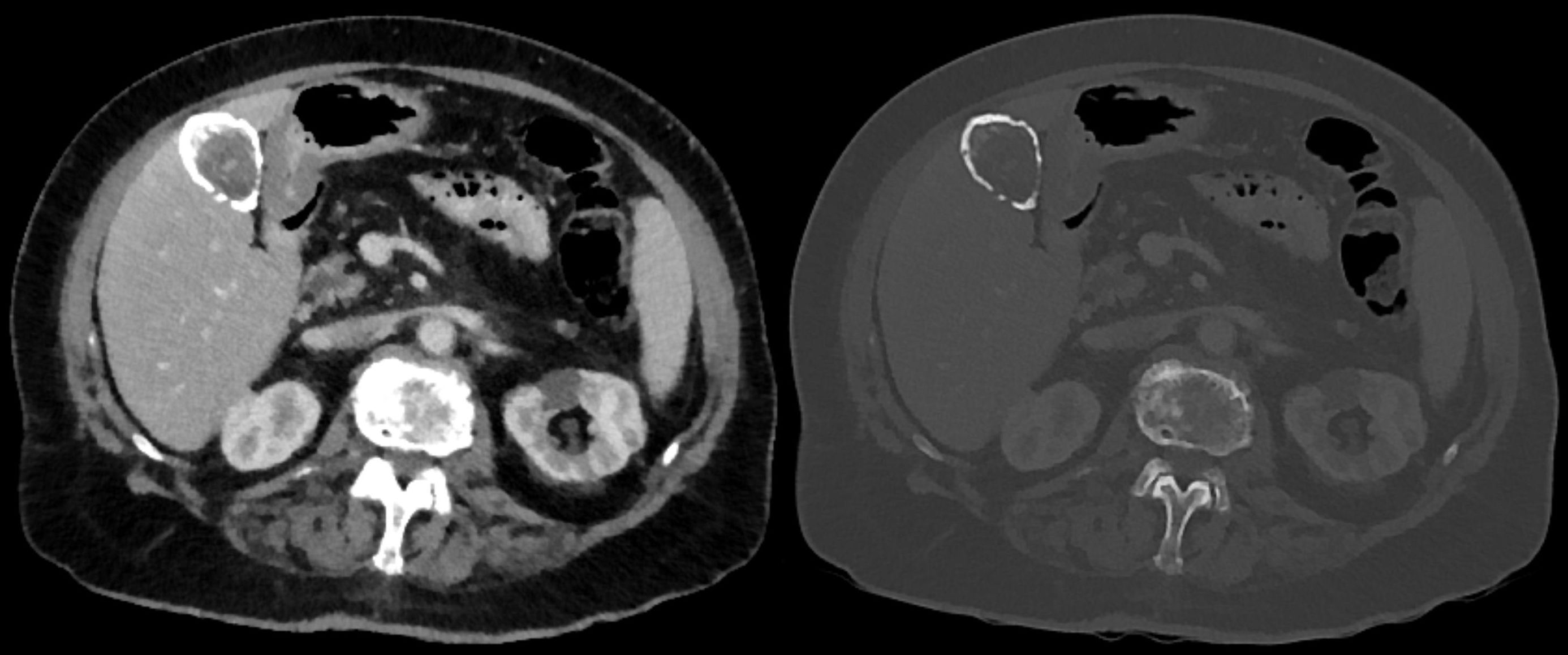
Computertomographie einer Porzellangallenblase bei einem alten Patienten. Man erkennt gut die groben Verkalkungen der Gallenblasenwand am ehesten im Rahmen einer chronischen Cholezystitis.

Eine Porzellangallenblase ist eine Erkrankung der Gallenblase, bei der es zu einer Verhärtung der Wand kommt. Die Verhärtung wird durch fibröse Bindegewebsfasern (Narbengewebe) und Kalk bewirkt. Letzterer gibt der Porzellangallenblase ihren Namen. Sie sieht weißlich aus und fühlt sich hart an wie Porzellan. Im Ultraschall zeigt sich die Gallenblasenwand verdickt und verdichtet, im Röntgenbild ist ihre Kontur zu erkennen.
Die Porzellangallenblase entsteht meist durch eine chronische Cholezystitis (Gallenblasenentzündung) und gilt als Präkanzerose (Risikofaktor für die Entstehung einer Krebserkrankung).
Der Begriff wurde 1929 von Heinz Flörcken (1881–1958) in die medizinische Terminologie aufgenommen.
Die Therapie besteht in der Entfernung der Gallenblase (Cholezystektomie).